# فالی مایولو
فالی مایولو (انگلیسی: Fally Mayulu؛ زادهٔ ۱۵ ژوئیهٔ ۲۰۰۲) بازیکن فوتبال اهل جمهوری دموکراتیک کنگو است که در حال حاضر برای اشتورم گراتس در پست مهاجم بازی می‌کند.

## دوران باشگاهی
مایولو دوران جوانی خود را در آکادمی‌های اپینه و انتانت اس‌اس‌جی گذراند و سپس به لانس پیوست. پس از سه سال حضور در لانس، او در آزمون ورودی پاری سن ژرمن شرکت کرد، اما در نهایت به تیم آلمانی وولفسبورگ پیوست.
در فوریهٔ ۲۰۲۲، مایولو به تیم اتریشی بلاو-وایس لینتس ملحق شد.
در ۳ مارس ۲۰۲۳، مایولو قراردادی چهارساله با راپید وین امضا کرد که از فصل ۲۴–۲۰۲۳ آغاز می‌شد.

### بریستول سیتی
در ۱ ژوئیهٔ ۲۰۲۴، مایولو با بریستول سیتی از چمپیونشیپ انگلیس قرارداد امضا کرد.
در ۲۶ ژانویهٔ ۲۰۲۵، مایولو بار دیگر به اتریش بازگشت و به صورت قرضی تا پایان فصل به اشتورم گراتس پیوست.

## دوران ملی
مایولو واجد شرایط است که در سطح ملی برای فرانسه و جمهوری دموکراتیک کنگو بازی کند.

## زندگی شخصی
برادر کوچک‌تر مایولو، سنی نیز بازیکن فوتبال است و از محصولات آکادمی جوانان پاری سن ژرمن به شمار می‌رود.